# Sofía Moscoso de Altamira Taboada

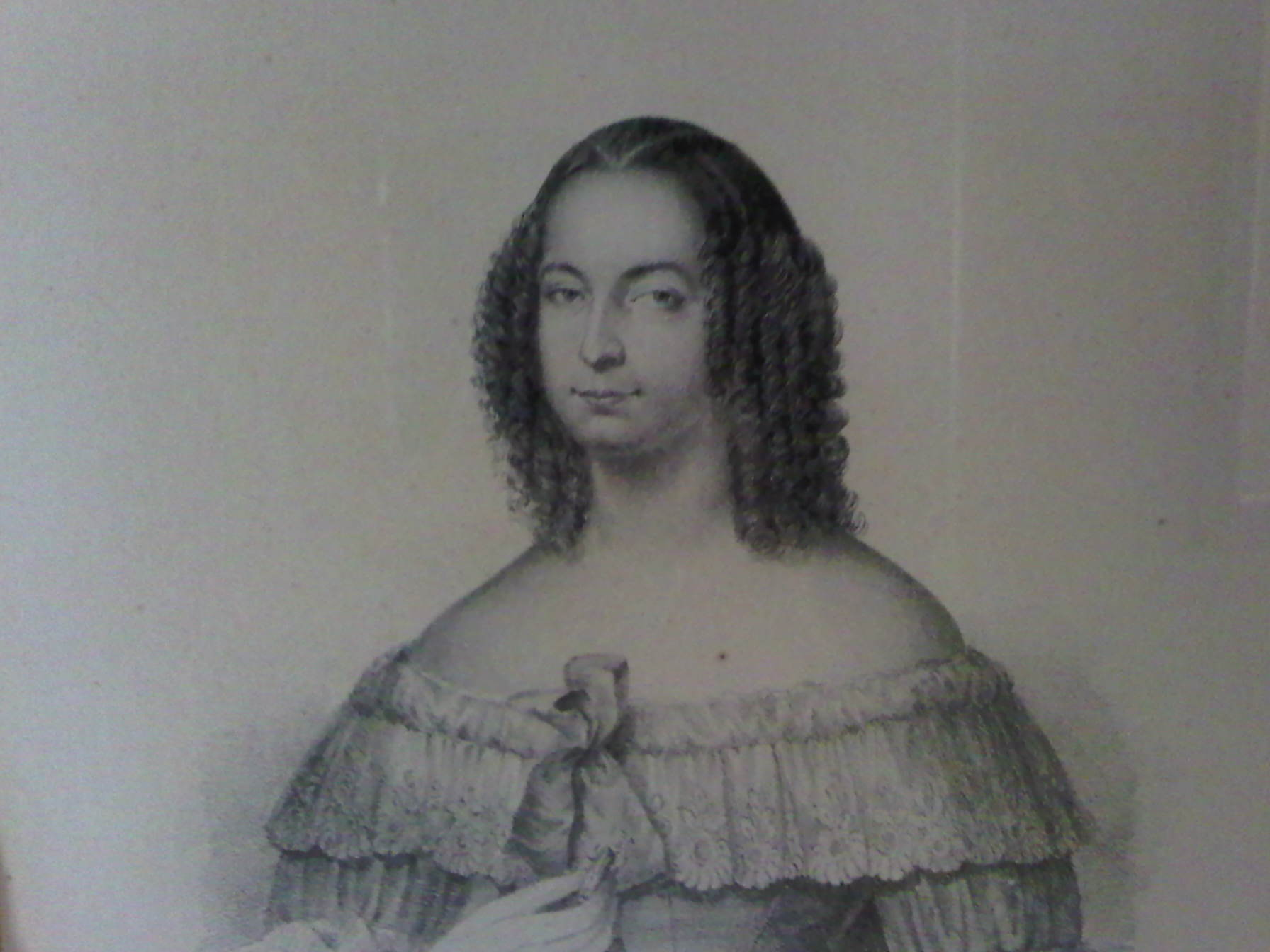
Sofia Moscoso de Altamira.

Sofia Moscoso de Altamira Taboada, (Ferrol, 18 de enero de 1818- Madrid, 4 de abril de 1869) fue una aristócrata española que ostentó el título de II condesa de Fontao. 

## Biografía
Hija única de José María Moscoso de Altamira Quiroga, I conde de Fontao. 
Contrajo, pese a la oposición paterna, matrimonio en La Coruña en 1843 con el coronel sevillano José Moreno Sopranís Daoiz, primo de Luis Daoíz héroe del levantamiento del 2 de mayo e hijo de José Moreno, Teniente de Reales Guardias Españolas, caballero de la Orden de Santiago y de Manuela María Sopranis Saville. El coronel Moreno era nieto igualmente de José Moreno Guerrero del Consejo de Castilla y sobrino del Ministro Tomás Moreno Daoíz. 
Poco después de su matrimonio, José Moreno fue nombrado Gentilhombre de cámara con ejercicio de la Reina Isabel II. La II condesa de Fontao era, a su vez, dama de la Orden de las Damas Nobles de la Reina María Luisa.

## Descendencia
De su matrimonio con José Moreno Sopranís, nacieron:
- Alfredo Moreno Moscoso de Altamira, III conde de Fontao, (1843-1921) casado con María de los Dolores Osorio Chacón, hija del almirante gaditano José Osorio Mallén, con quien tendría múltiple descendencia siendo a destacar sus dos hijos mayores, los ilustres ingenieros de Caminos  José Moreno Osorio, IV conde de Fontao y Alfredo Moreno Osorio, I conde de Santa Marta de Babío.
- Elisa Moreno Moscoso de Altamira, (1847-1912) casada con José Falguera Lasa, II conde de Santiago y cuya única hija, Isabel Falguera y Moreno, se casará con Joaquín de Arteaga y Echagüe Silva y Méndez de Vigo, XVII duque del Infantado

## Distinciones honoríficas
- Dama de la Orden de las Damas Nobles de la Reina María Luisa.